# Ydre landskommun
Ydre landskommun var en tidigare kommun i Östergötlands län.

## Administrativ historik

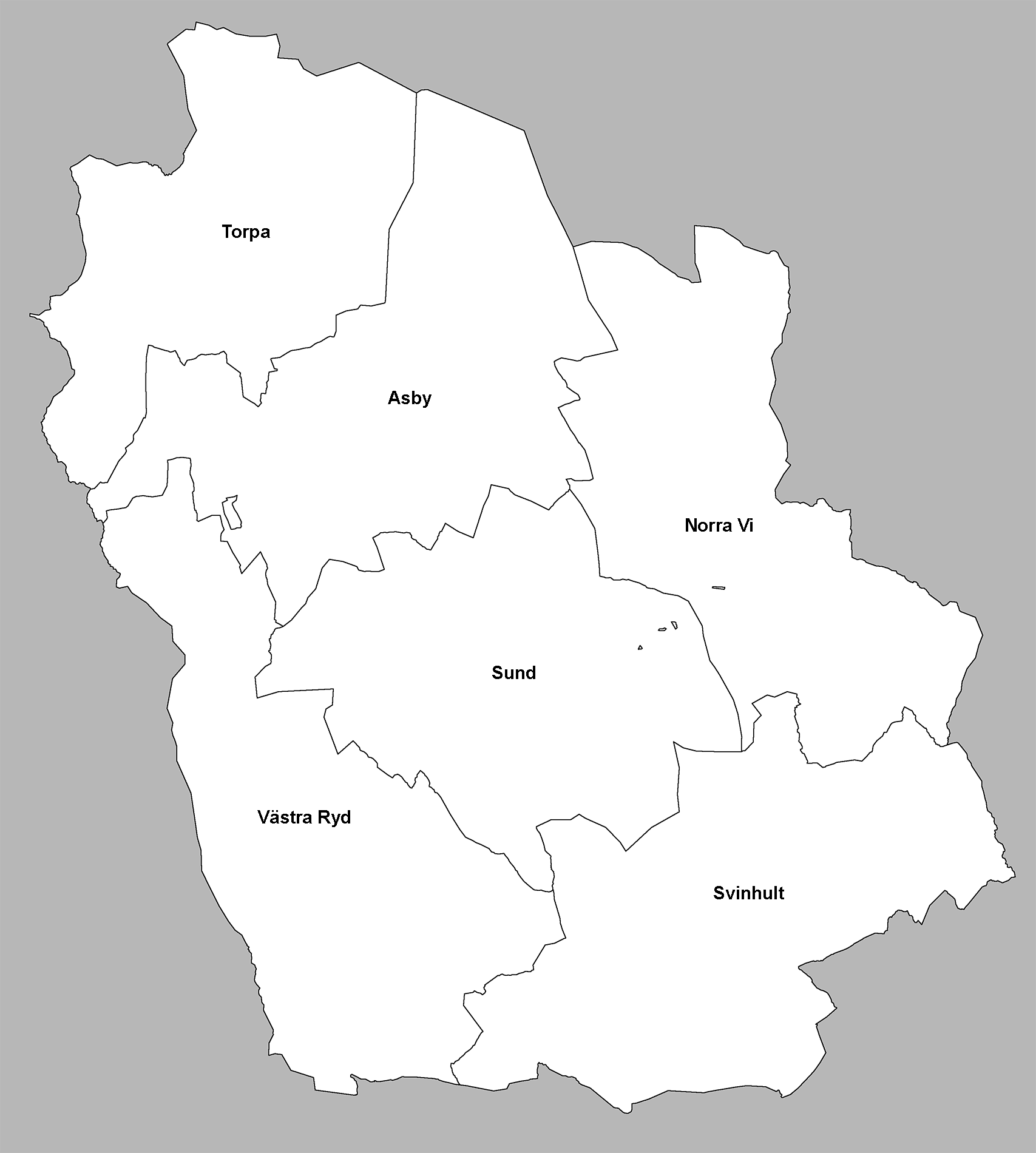
Ydre landskommun 1952-1970 med dess ingående församlingar.

Kommunen bildades vid den landsomfattande kommunreformen den 1 januari 1952 genom sammanläggning av de tidigare kommunerna Asby, Norra Vi, Sund, Svinhult, Torpa och Västra Ryd. Dessa tillhörde Ydre härad, från vilket kommunen fick sitt namn.
Genom kommunreformen 1 januari 1971 ombildades landskommunen till Ydre kommun. 
Kommunkoden var 0512.

### Judiciell tillhörighet
I judiciellt hänseende tillhörde kommunen Kinda och Ydre domsaga och tingslag. 1964 uppgick domsagan i Linköpings domsaga och dess tingslag.

### Kyrklig tillhörighet
I kyrkligt hänseende tillhörde kommunen församlingarna Asby, Norra Vi, Sund, Svinhult, Torpa och Västra Ryd.

## Kommunvapnet
Blasonering: I sköld, medelst vågskuror fyrstyckad av blått och silver, ett svävande utböjt kors av motsatta tinkturer.
Kommunvapnet fastställdes 1963 och går tillbaka på ett häradssigill. Sigillet, från 1578, utgör en relativt realistisk "kartbild" av de Sundsjöarna och sundet mellan dem. Vapnet blev också kommunens vapen och registrerades i PRV år 1974 enligt Kungörelsen om registrering av svenska kommunala vapen (SFS 1973:686)

## Geografi
Ydre landskommun omfattade den 1 januari 1952 en areal av 782,69 km², varav 678,43 km² land.

### Tätorter i kommunen 1960
| Tätort    | Folkmängd |
| --------- | --------- |
| Österbymo | 621       |
| Rydsnäs   | 348       |

Tätortsgraden i kommunen var den 1 november 1960 17,6 procent.

## Befolkningsutveckling
| Befolkningsutvecklingen i Ydre landskommun 1950–1970 | Befolkningsutvecklingen i Ydre landskommun 1950–1970 | Befolkningsutvecklingen i Ydre landskommun 1950–1970 | Befolkningsutvecklingen i Ydre landskommun 1950–1970 | Befolkningsutvecklingen i Ydre landskommun 1950–1970 |
| --- | ---------------------------------------------------- | ---------------------------------------------------- | ---------------------------------------------------- | ---------------------------------------------------- |
| |                                                      |                                                      |                                                      |                                                      |
| År |                                                      |                                                      | Folkmängd                                            |                                                      |
| 1950 | 1950                                                 |                                                      | 6 193                                                |                                                      |
| 1955 | 1955                                                 |                                                      | 5 930                                                |                                                      |
| 1960 | 1960                                                 |                                                      | 5 507                                                |                                                      |
| 1965 | 1965                                                 |                                                      | 4 886                                                |                                                      |
| 1970 | 1970                                                 |                                                      | 4 354                                                |                                                      |
| Anm: 1950 avser befolkning enligt folkräkning den 31 december 1950 enligt den administrativa indelningen den 1 januari 1952. 1955 avser den kyrkobokförda befolkningen den 31 december enligt den administrativa indelningen den 1 januari följande år. 1960-1965 avser befolkning enligt folkräkning den 1 november enligt den administrativa indelningen den 1 januari följande år. 1970 avser befolkningen den 1 november 1970 enligt indelningen 1 januari 1971, då landskommunen ombildades till kommun. |                                                      |                                                      |                                                      |                                                      |

## Politik

### Mandatfördelning i Ydre landskommun 1950-1966
| 14 | 12 | 10 | 4 |

| 37 |

| 13 | 11 | 10 | 6 |

| 37 |

| 12 | 13 | 8 | 7 |

| 38 |

| 13 | 14 | 8 | 5 |

| 38 |

| 10 | 12 | 6 | 2 | 5 |

| 32 |